# Bulbul à gros bec
Spizixos canifrons
Espèce
Statut de conservation UICN

 LC  : Préoccupation mineure
Le Bulbul à gros bec (Spizixos canifrons) est une espèce de passereaux d'Asie appartenant à la famille des Pycnonotidae.

## Répartition
Il se trouve en Birmanie, Bangladesh, Chine, Inde, Laos, Thaïlande et Vietnam.

## Sous-espèces
D'après le Congrès ornithologique international, cette espèce est constituée des deux sous-espèces suivantes :
- Spizixos canifrons canifrons Blyth 1845 ;
- Spizixos canifrons ingrami Bangs & Phillips,JC 1914.